# Castanotherium simplex
Castanotherium simplex är en mångfotingart som först beskrevs av Carl 1909.  Castanotherium simplex ingår i släktet Castanotherium och familjen Zephroniidae. Inga underarter finns listade i Catalogue of Life.